# Thomas Petch
Thomas Petch (ou Tom Petch) né le 11 mars 1870 à Hornsea et mort le 24 décembre 1948 est un mycologue britannique.

## Biographie
Né le 11 mars 1870 à Hornsea, Thomas Petch a grandi à Hedon. Il enseigne les sciences et les mathématiques à King's Lynn tout en préparant un diplôme à l'Université de Londres. Attiré dès son plus jeune âge par l'histoire naturelle, il est incité par le mycologue Charles Bagge Plowright (en) à s'intéresser aux champignons. En 1908, il est nommé mycologue du gouvernement du Ceylan britannique affecté au Jardin botanique de Peradeniya, poste qu'il occupe jusqu'en 1924. En 1925, il fonde le Tea Research Institute de Ceylan, qu'il dirige jusqu'à son retour en Angleterre à sa retraite en 1928.
Thomas Petch meurt le 24 décembre 1948 à l'âge de 78 ans.

## Travaux
Les contributions principales de Thomas Petch à la myoclogie sont liées à l'étude des interactions champignons-insectes, en particulier des champignons entomogènes. Il a également effectué de nombreuses contributions à l'étude des fungi de l'île de Ceylan ; une monographie rassemblant ces travaux est parue de manière posthume sous le titre The Fungi of Ceylon en 1950. Une autre partie importante de ses travaux a été consacrée aux maladies affectant les cultures des plantations (hévéa, tabac, noix de coco, poivre et thé).